# Кад погледаш ме преко рамена
Кад погледаш ме преко рамена је тринаести албум Здравка Чолића. Објављен је 2010. године.

## Песме
1. Кад погледаш ме преко рамена
2. Манијачи
3. Аутопут
4. Памук
5. Дајте нам свега
6. Лили
7. Јави се, јави се
8. Причај ми брате
9. Обмана
10. Мени нико не треба
11. Љубавници
12. Пролазе неке слике
13. Поплава